# Medal „Zasłużony dla Fotografii Polskiej”

Złoty Medal „Zasłużony dla Fotografii Polskiej”

Medal „Zasłużony dla Fotografii Polskiej” – polskie odznaczenie niepaństwowe, przyznawane przez Kapitułę Fotoklubu Rzeczypospolitej Polskiej Stowarzyszenia Twórców.

## Charakterystyka
Medal „Zasłużony dla Fotografii Polskiej” ustanowiony w 1995 roku, decyzją Zarządu Fotoklubu Rzeczypospolitej Polskiej Stowarzyszenia Twórców; ma specyfikę trzystopniową – Złoty Medal „Zasłużony dla Fotografii Polskiej”, Srebrny Medal „Zasłużony dla Fotografii Polskiej” oraz Brązowy Medal „Zasłużony dla Fotografii Polskiej”. Odznaczenie jest uznaniem stanowiącym gratyfikację dla osób, które swoją fotograficzną twórczością artystyczną oraz pracą na rzecz fotografii – przyczyniły się do rozwoju fotografii oraz rozwoju sztuki fotograficznej w Polsce. Dwustopniowy medal jest przyznawany decyzją Kapituły Fotoklubu Rzeczypospolitej Polskiej – z inicjatywy własnej bądź na wniosek innych osób, związanych z polską fotografią. Medal „Zasłużony dla Fotografii Polskiej” jest również gratyfikacją dla stowarzyszeń fotograficznych. Do przyznanego medalu dołączono akt nadania odznaczenia oraz legitymację.

## Opis odznaczenia
Medal w kształcie koła – sporządzony z metalu w kolorze złotym i srebrnym. Awers odznaczenia przedstawia – w otoku napis FOTOKLUB RZECZYPOSPOLITEJ POLSKIEJ STOWARZYSZENIE TWÓRCÓW. W środku awersu (otoczony wieńcem laurowym) napis ZASŁUŻONY DLA FOTOGRAFII POLSKIEJ, wraz z logo Fotoklubu Rzeczypospolitej Polskiej – w kolorze biało-czerwonym. Poniżej wieńca laurowego umieszczono napis 1995 – datę ustanowienia odznaczenia. Rewers odznaczenia przedstawia napis – imię i nazwisko odznaczonego oraz numer ewidencyjny odznaczenia. 
Medal zawieszono na wstążce z dwoma pionowymi paskami w kolorze biało-czerwonym.